# Nantiat
Nantiat (okzitanisch: Nantiac) ist eine französische Gemeinde mit 1.584 Einwohnern (Stand: 1. Januar 2022) im Haute-Vienne in der Region Nouvelle-Aquitaine. Sie gehört zum Arrondissement Bellac und zum Kanton Bellac. Die Einwohner nennen sich Nantiauds.

## Geographie
Nantiat liegt etwa 21 Kilometer nordnordwestlich von Limoges. Umgeben wird Nantiat von den Nachbargemeinden Saint-Pardoux-le-Lac im Norden, Le Buis im Nordosten, Thouron im Osten, Saint-Jouvent im Südosten und Süden, Peyrilhac im Süden und Südwesten, Chamboret im Westen sowie Berneuil im Nordwesten. 

## Bevölkerungsentwicklung
| Jahr                       | 1962 | 1968 | 1975 | 1982 | 1990 | 1999 | 2006 | 2013 | 2020 |
| Einwohner                  | 1418 | 1432 | 1406 | 1441 | 1561 | 1623 | 1633 | 1570 | 1604 |
| Quellen: Cassini und INSEE |      |      |      |      |      |      |      |      |      |

## Verkehr
Durch die Gemeinde führt die frühere Route nationale 711.
Der Ort hat einen Bahnhof an der Bahnstrecke Le Dorat–Limoges-Bénédictins und wird im Regionalverkehr von Zügen des TER Nouvelle-Aquitaine bedient.

## Sehenswürdigkeiten

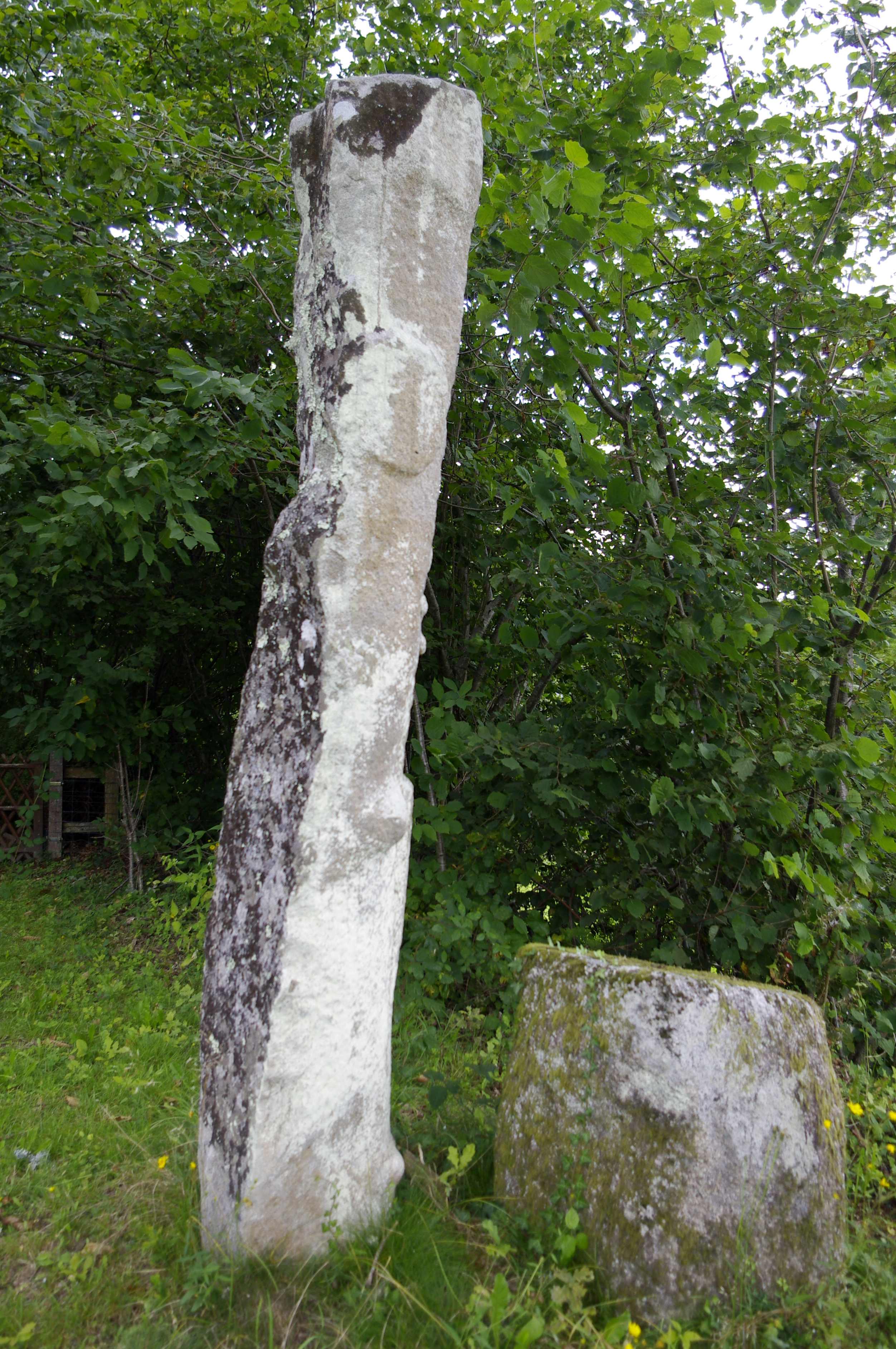
Menhir La Croix Parot
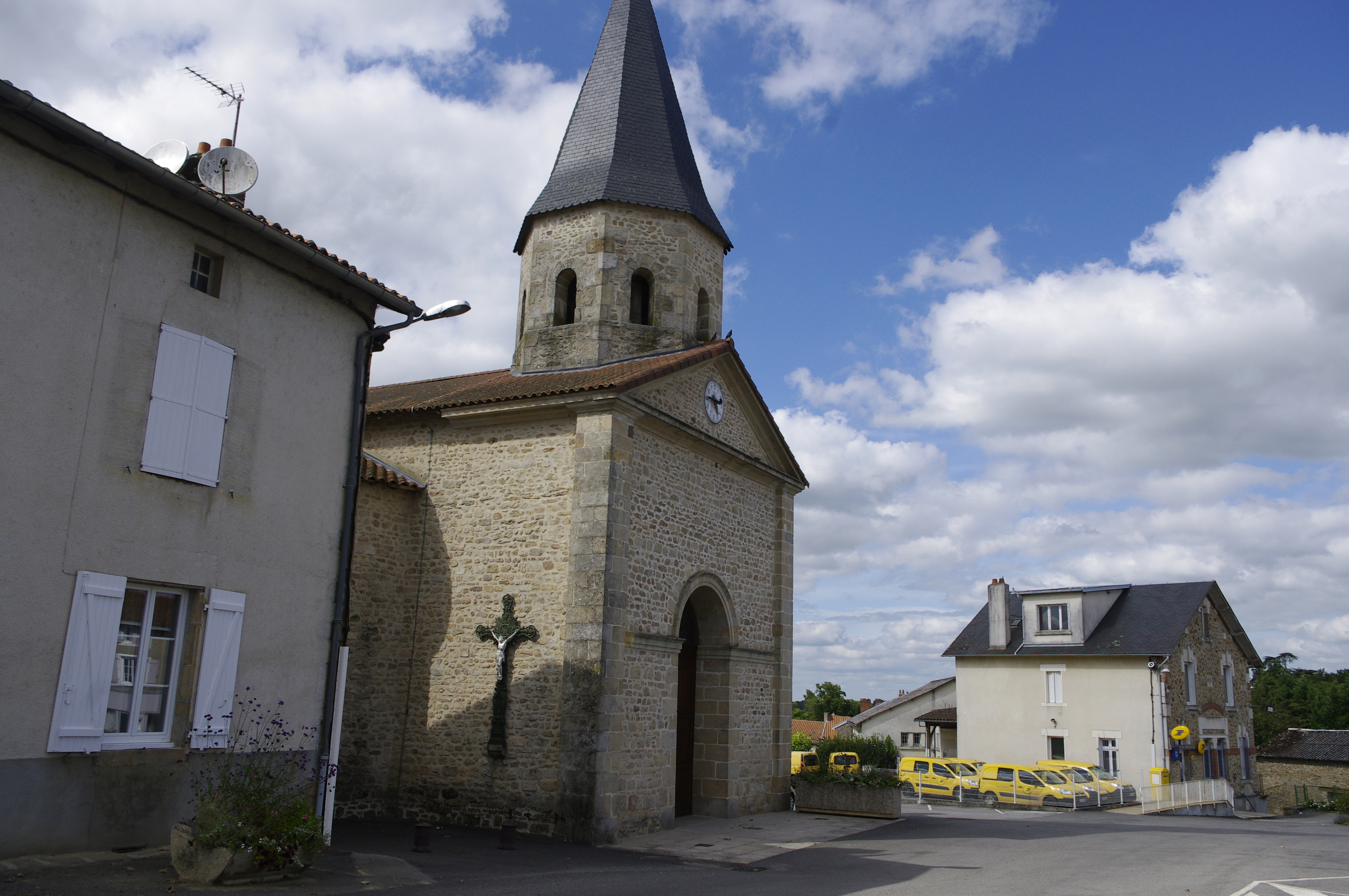
Kirche Saint-Vincent
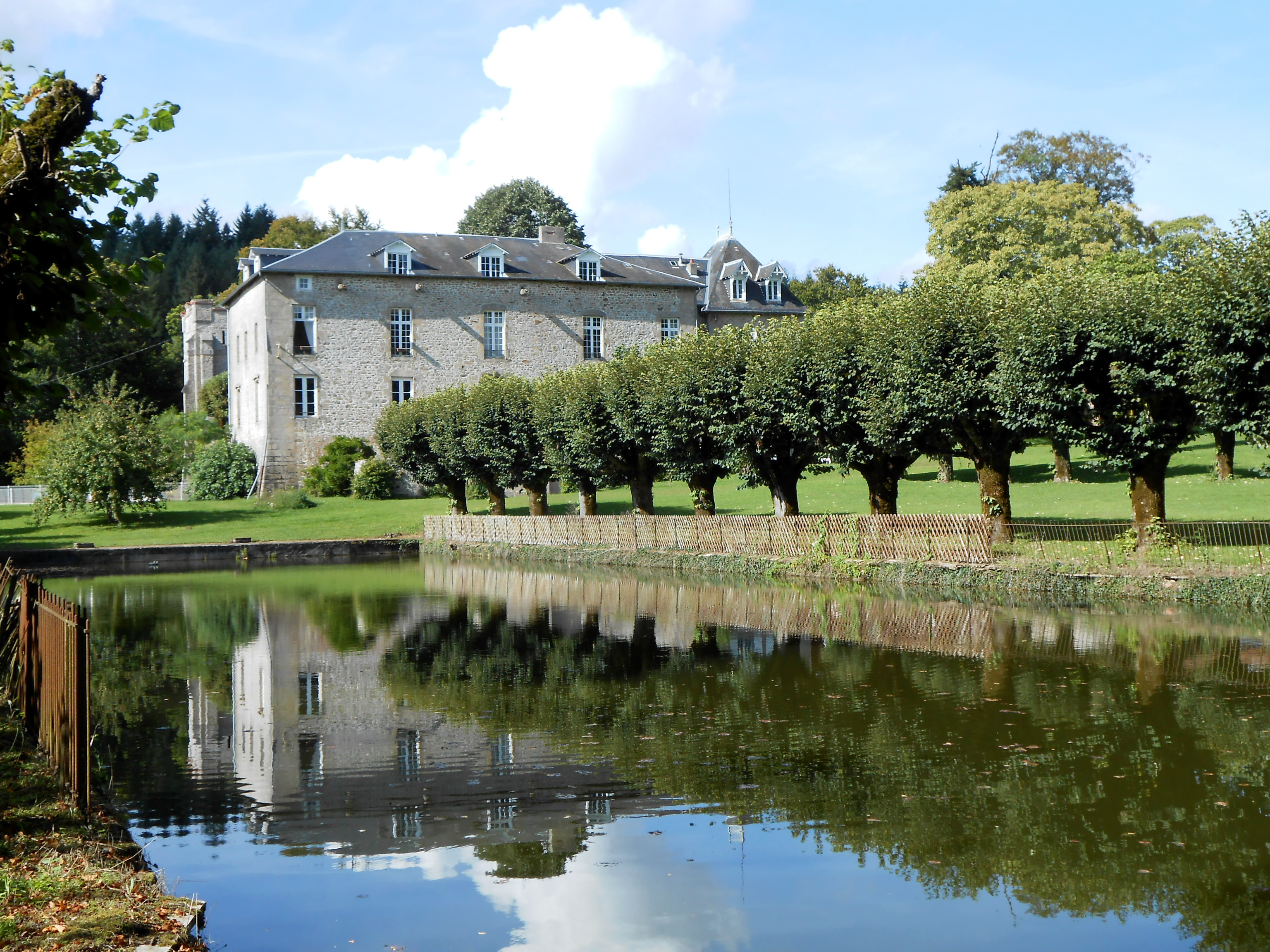
Schloss Les Lezes
- Wasserturm

- Menhir La Croix Parot
- Kirche Saint-Vincent
- Schloss Les Lezes